# Rotselaar
Rotselaar là một đô thị ở tỉnh Flemish-Brabant, gần hợp lưu của Demer và Dijle. Từ ngày 1 tháng 1 năm 1977, đô thị này bao gồm các thị xã Rotselaar, Werchter và Wezemaal. Tại thời điểm ngày 1 tháng 1 năm  2006 Rotselaar có tổng dân số 15.068 người. Tổng diện tích là 37,57 km² với mật độ dân số là 401 người trên mỗi km².